# کور کارولی
کور کارولی ‎/ˌkɔːr ˈkærəlaɪ/‎ یک ستارۀ دوتایی است که نام‌گذاری خاص آلفا سگان شکاری یا آلفا تازی‌ها است. اتحادیه بین‌المللی نجوم از نام «کور کارولی» به طور خاص برای ستارۀ درخشان‌تر این دوتایی استفاده می‌کند. آلفا سگان شکاری، درخشان‌ترین نقطۀ صورت فلکی شمالی تازی‌ها (سگان شکاری) است.

## نامگذاری
آلفا تازی‌ها نام بایر این سامانۀ ستاره‌ای است. ستارۀ درخشان‌تر از این دو ستاره آلفا2 تازی‌ها و ستارۀ کم‌نورتر آلفا۱ تازی‌ها نام دارند.
در جهان غرب ، آلفا تازی‌ها تا قرن هفدهم نامی نداشت و در آن دوران، این ستاره را «کور کارولی» نامیدند که به معنای «قلب چارلز» است. کمی تردید وجود دارد که آیا این نام به افتخار چارلز اول پادشاه انگلستان، که در سال ۱۶۴۹ در جریان جنگ داخلی انگلیس اعدام شد بوده است، یا پسرش، چارلز دوم، که سلطنت انگلیس را در سال ۱۶۶۰ به تاج و تخت بازگرداند. این نام در حقیقت در سال ۱۶۶۰ توسط سر چارلز اسکاربرو، پزشک چارلز دوم، ابداع شد، که ادعا می‌کرد به نظر می‌رسید ستاره در شب بازگشت چارلز دوم به انگلستان بسیار درخشان بوده است. در کتاب «نام‌های ستاره‌ها» آر اچ آلن ادعا کرد که اسکاربورو این نام را به ادموند هالی پیشنهاد کرده و قصد او اشاره به چارلز دوم بوده است. با این حال، رابرت برنهام جونیور خاطرنشان می‌کند که «انتساب نام به هالی در گزارشی که یوهان الرت بوده در برلین در سال ۱۸۰۱ منتشر کرد، دیده می‌شود، اما به نظر می‌رسد تأیید دیگری ندارد». در «داستان‌های ستاره‌ای»، ایان ریدپات اشاره می‌کند که اولین حضور این نام بر روی نقشۀ ستاره‌ای در نمودار سال ۱۶۷۳ فرانسیس لمب بود که آن را «قلب چارلز شاه شهید» نامید و آشکارا نشان می‌دهد که به چارلز اول اشاره دارد.
در سال ۲۰۱۶، اتحادیه بین‌المللی نجوم یک کارگروه در مورد نام‌های ستاره‌ها (WGSN) را برای فهرست‌نویسی و استانداردسازی نام‌های مناسب ستارگان ترتیب داد. اولین بولتن WGSN در جولای ۲۰۱۶ شامل جدولی از دو دستۀ نخست از اسامی تأیید شده توسط این کارگروه بود که در آن کور کارولی برای ستارۀ آلفا ۲ تازی‌ها بیان شده بود.
در ستاره‌شناسی چینی 常陳 (چانگ چن) به معنی نگهبانان امپراتوری به صورتواره‌ای گفته می‌شود که از آلفا تازی‌ها، ۱۰ تازی‌ها، بتا تازی‌ها ، ۶ تازی‌ها، ۲ تازی‌ها و ۶۷ خرس بزرگ تشکیل شده است. در نتیجه، نام چینی آلفا تازی‌ها 常陳一 است. (چانگ چن یی، که به معنای نخستین ستارۀ نگهبان امپراتوری است). نام چانگ چن هم از این نام چینی برگرفته شده است.

## ویژگی‌های ستاره‌ای

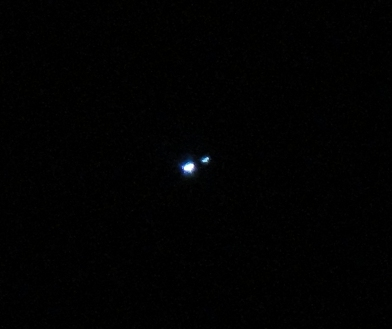
کور کارولی در نمایی از شمال انگلستان در ۱ مارس ۲۰۱۱

آلفا تازی‌ها یک ستارۀ دوتایی با قدر ظاهری ترکیبی ۲٫۸۱ است. فاصلۀ این دو ستاره در آسمان ۱۹٫۶ ثانیۀ قوسی است و به آسانی در تلسکوپ‌های کوچک قابل تشخیص هستند. این منظومۀ ستاره‌ای تقریبا ۱۱۰ سال نوری از خورشید فاصله دارد.
این ستاره رأس شمالی صورتوارۀ معروف به الماس بزرگ یا الماس کرکس نشسته را تشکیل می‌دهد.

### آلفا۲تازی‌ها

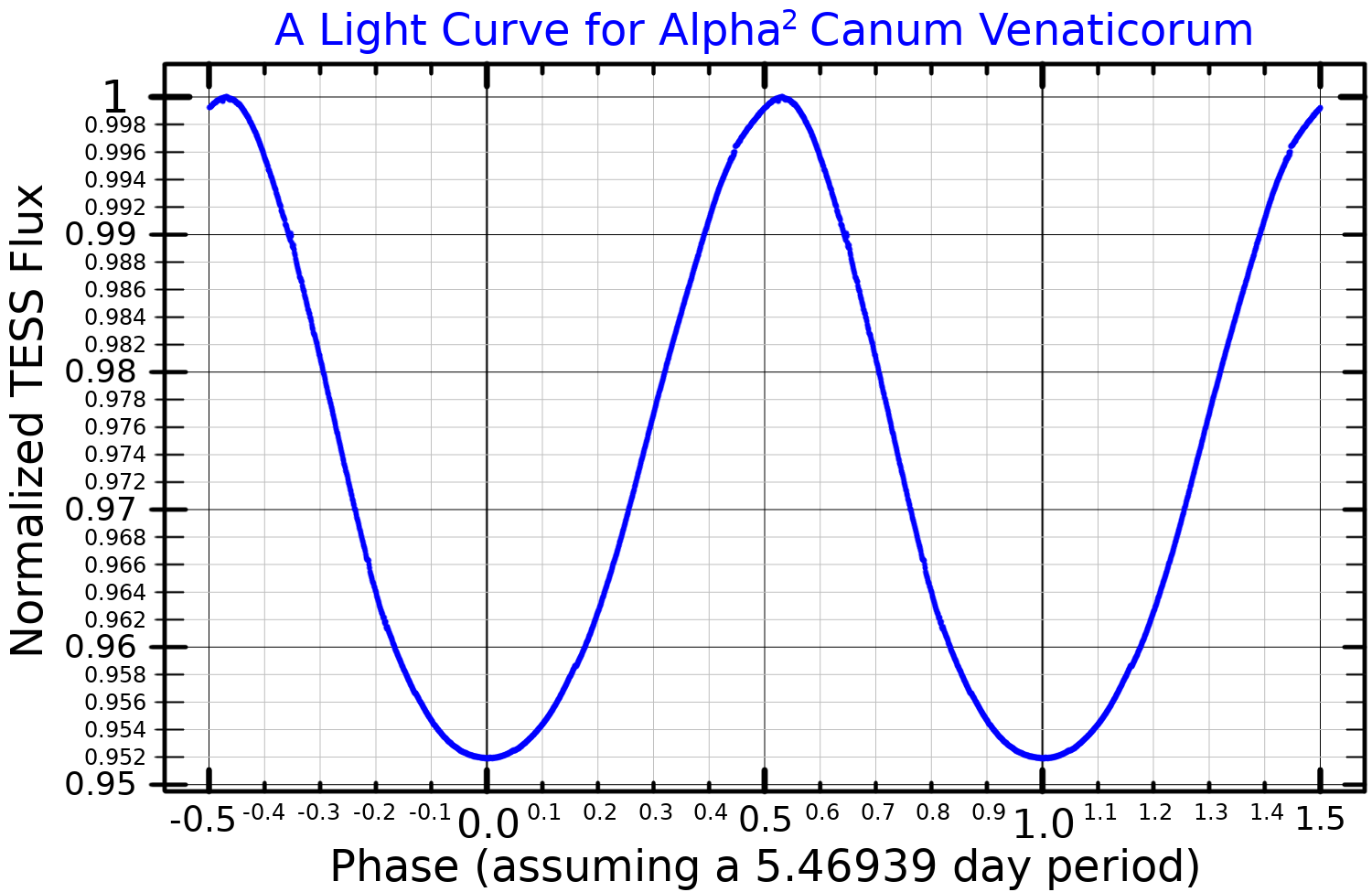
منحنی نور برای آلفا^{2} تازی‌ها، ترسیم شده بر پایۀ داده‌های تس

آلفا۲ تازی‌ها از نوع طیفی A0 است و قدر ظاهری بصری آن بین ۲٫۸۴ و ۲٫۹۸ با دورۀ زمانی ۵٫۴۷ روز متغیر است. این یک ستارۀ شیمیایی عجیب با میدان مغناطیسی قوی در حدود ۵۰۰۰ برابر قوی‌تر از میدان مغناطیسی زمین است، و همچنین به عنوان یک ستارۀ Ap/Bp طبقه‌بندی می‌شود. اتمسفر ستاره مقادیر زیادی از عناصر مانند سیلیکون، جیوه و یوروپیوم دارد. تصور می‌شود که این عناصر به دلیل فروریختن برخی از عناصر در ستاره تحت نیروی گرانش است در حالی که برخی دیگر توسط فشار تشعشعی بالا می‌روند. این ستاره نمونۀ اولیۀ یک طبقه‌بندی از ستارگان متغیر است که به آن متغیرهای آلفا۲ تازی‌ها می‌گویند. اعتقاد بر این است که میدان مغناطیسی قوی این ستارگان لکه‌های ستاره‌ای با وسعت بسیار زیاد ایجاد می‌کند. با توجه به این لکه‌های ستاره‌ای، درخشندگی ستارگان نوع آلفا۲ تازی‌ها به طور قابل توجهی در طول چرخش آن‌ها متفاوت است.

### آلفا۱تازی‌ها
آلفا۱ تازی‌ها یک ستارۀ رشتۀ اصلی از نوع F است. این ستاره بسیار کم‌نورتر از همدم خود است و قدر ظاهری حدود ۵٫۶۰ دارد. 

## نام‌بَری‌ها
کور کارولی یک کشتی باری ردۀ کراتر نیروی دریایی ایالات متحده آمریکا بود که به نام این ستاره نامگذاری شد.